# RECCO
El sistema RECCO  es un método electrónico para encontrar personas atrapadas bajo una avalancha o perdidas en zonas de difícil acceso.

## Historia
El sistema Recco fue desarrollado en respuesta a un accidente dramático que involucró al inventor, Magnus Granhed, en Åre, Suecia, en 1973. Ayudó en la búsqueda de dos esquiadores sepultados por una avalancha en la ladera del Svartberget. Luego de horas de búsqueda, con bastones y perros (lo único disponible entonces), constataron que los dos esquiadores habían fallecido.
El accidente Åre estimuló a Granhed a pensar en las posibilidades de usar un sistema electrónico, para ubicar a las personas sepultadas. Granhed acababa de recibirse de maestro en ciencias, y se puso en contacto con el profesor Bengt Enander, del Departamento de Teoría electromagnética en el Royal Institute of Technology de Estocolmo.
Después de algunos intentos, se dieron cuenta de que el sistema de imagen térmica no funcionaba y que los emisores estaban demasiado limitados. Eso llevó a Magnus a enfocarse en el concepto de un reflector pasivo que podría ser llevado en forma permanente por el esquiador. Le pareció la solución más simple y práctica. En el transcurso del invierno de 1978-1979, Magnus trabajó en conjunto con el Royal Institute of Technology de Estocolmo para encontrar la frecuencia óptima para la penetración de las ondas de radio frecuencia en la nieve. Enander necesitó unos dos años más, para desarrollar el radar armónico que pudiera ser capaz de detectar estos reflectores pasivos.
Magnus inventó Recco AB en 1980 y,  rápidamente,  fabricó su primer prototipo. Aunque era pesado y voluminoso, funcionaba. Y en 1983, comenzaron a comercializarlo. La primera vida, rescatada, gracias al Recco,  tuvo lugar en Lenzerheide (Suiza), en 1987. Desde 2009, la parte activa de Recco consiste en un pequeño detector a mano, que puede ser fácilmente transportado a pie o usado desde un helicóptero. Estos detectores constituyen, hoy en día, un equipo estándar en más de 800 centros de esquí, equipos de rescate y parques en todo el mundo.

## Cómo funciona

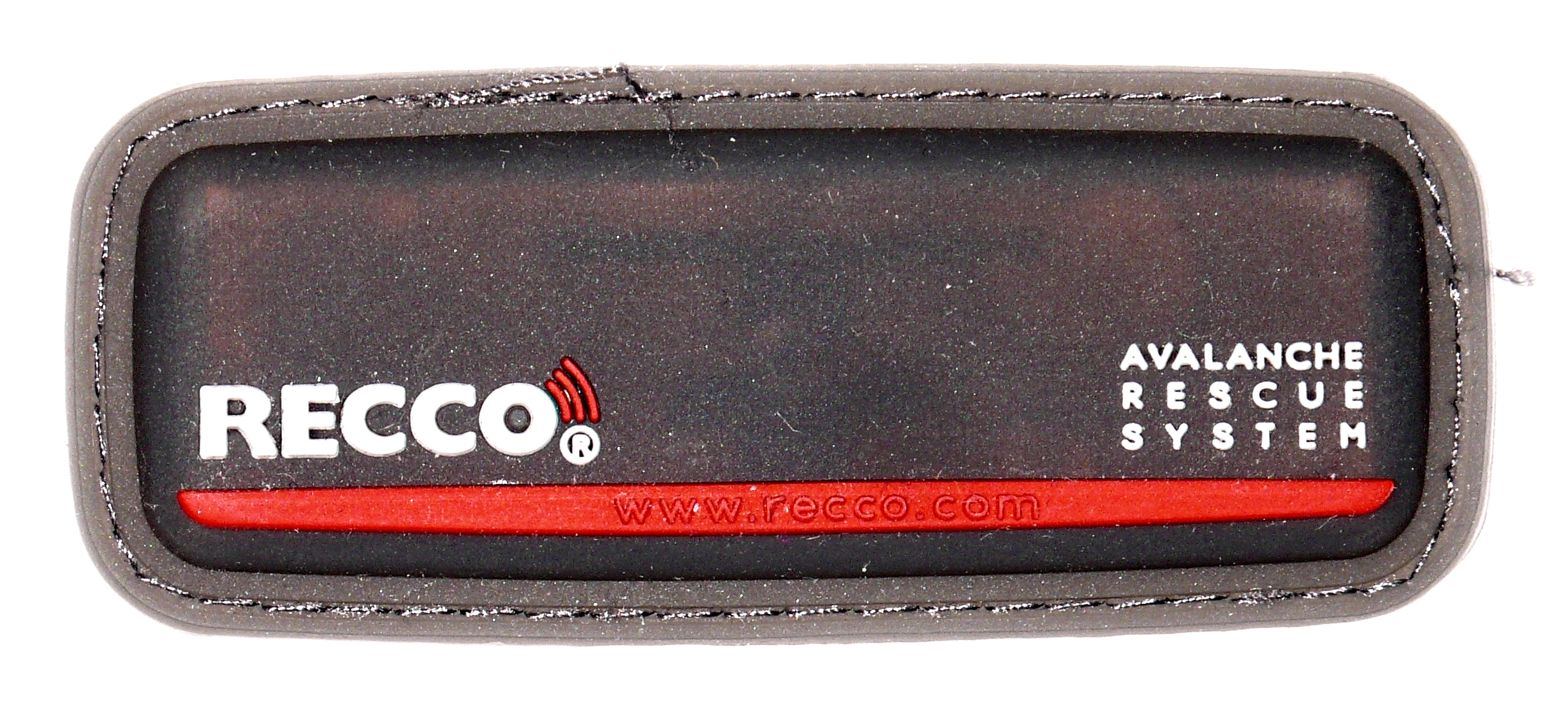
Reflector RECCO externo de los 90

El sistema Recco se compone de dos partes: Un reflector (integrado en la ropa, las botas, los calcos y los elementos de protección del cuerpo) y un detector (en mano de equipos de rescate profesionales).
El detector manda una señal direccional que rebota al impactar con un reflector. La señal reenviada es transformada en señal  de audio si el detector apunta en la dirección del reflector. Utilizando la señal audio, un profesional entrenado puede determinar la ubicación precisa de la víctima sepultada. Debido al diodo, la señal reenviada es de frecuencia doble - radar armónico. Gracias a eso, el equipo permite al operador detectar que está apuntando a un reflector y no solo a una pieza de metal del “largo” adecuado.
El reflector es una cápsula pequeña (13 mm × 51 mm × 1.5 mm), liviana (4g) y delgada que contiene un par de antenas en hoja unidos por un diodo. El tamaño de los materiales hace que el circuito esté armonizado y reaccione a una frecuencia específica única. El reflector es pasivo, es decir que no tiene baterías y nunca tiene que ser encendido. Recco recomienda que los usuarios estén equipados de dos reflectores ubicados uno de cada lado del cuerpo. Muchas marcas de ropa ubican uno en la manga de la campera y el otro en la pierna del lado opuesto.
La nueva generación (la novena) del detector (R9) fue lanzada en 2009. El detector tiene el tamaño de un libro escolar y pesa 900 gramos, lo que permite una manipulación y un transporte fácil. La señal mandada por el detector Recco puede pasar a través del aire, de la nieve y del hielo. Puede alcanzar unos 200m en el aire, y hasta 30m a través de la nieve. El alcance de la señal en la nieve depende de su humedad. El agua líquida absorbe la señal, lo que hace que en primavera, cuando la nieve contiene más agua líquida, el alcance baje. Los rescatistas tienen que hacer algunos ajustes leves en su táctica de búsqueda cuando se hace en nieve húmeda. El detector está equipado para recibir también la señal en 457kHz de los detectores de víctima de avalancha, permitiendo al operador de hacer una búsqueda usando cualquiera de las dos frecuencias.

## Uso

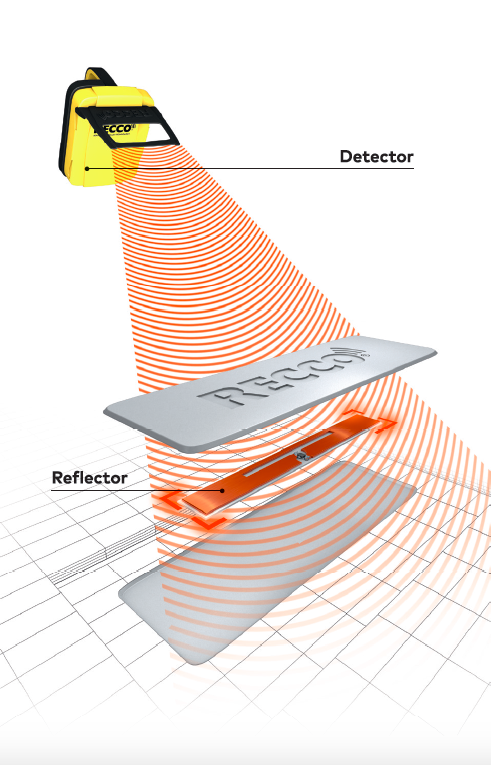

La búsqueda con un detector Recco es muy similar a la de un detector de víctima de avalancha (DVA). El depósito de la avalancha se recorre haciendo bandas de 20m. El detector puede ser usado por parte de un rescatista con esquíes, a pie o desde un helicóptero apuntando el detector hacia la nieve. Una vez detectada una señal, el operador orienta el detector en dirección de la señal más fuerte y sigue el sonido en línea recta. Cuando la señal desaparece, el rescatista se encuentra encima de la víctima. El detector se usa después desde el piso, y varios barridos rápidos cruzados permiten localizar la señal. Al contrario de un detector de víctima de avalancha (DVA), el detector Recco es completamente direccional y da de forma precisa la ubicación. Una sonda se recomienda para determinar la profundidad a la cual se encuentra la víctima.
El tiempo de búsqueda con el detector Recco es similar a lo de los DVA (Detector de Víctima de Avalancha) lo que permite cubrir grandes depósitos de avalancha rápidamente.

## Otras aplicaciones
La tecnología Recco se hizo popular en el ámbito de los naturalistas, que utilizan el sistema en algunos tipos de anfibios, especialmente ranas tropicales. El sistema permite a los científicos rastrear pequeñas ranas en su hábitat natural. Permite a los científicos comenzar a desentrañar el complejo mundo del comportamiento de los anfibios pequeños con la esperanza de una mejor comprensión mejore la conservación." 

## Capacidades
El sistema Recco no sirve para un auto rescate y no substituye a los DVA (Detector de Víctima de Avalancha) en áreas remotas. El detector Recco es una herramienta que viene a complementar otros métodos de búsqueda de los rescates profesionales como lo son los perros de búsqueda en avalancha, los DVA y las líneas de sondeo.
En 2015, Recco presentó el detector para helicóptero SAR-1 que extiende el uso de esta tecnología de la búsqueda de víctimas en avalancha a la búsqueda de personas extraviadas en montaña, bosque y aguas.
En junio de 2016 la revista Wilderness and Environmental Medicine relato el caso del rescate con un detector Recco de un esquiador fuera de pista sepultado en España en 2015.